# Bilokurakynský rajón
Bilokurakynský rajón (ukrajinsky Білокуракинський район) byl rajón v Luhanské oblasti na Ukrajině. Hlavním městem bylo Bilokurakyne a rajón měl přibližně 17 tisíc obyvatel. 

## Sídla v rajónu
- Bilokurakyne
- Lozno-Oleksandrivka